# Осада Дуллана
Осада Дуллана — осада испанскими войсками французского города Дуллан в 1595 году в рамках Восьмой (и последней) Религиозной войны во Франции («Войны трёх Генрихов»). После десяти дней осады, 24 июля, объединённые силы виконта де Тюренна, Франсуа III д’Орлеан-Лонгвиля и Андре де Бранкаса попытались деблокировать город, но были разбиты испанскими сил во главе с графом Фуэнтесом и доном Карлосом Колома. Бранкас был взят в плен и казнен, а виконт Тюренн бежал в Амьен с остальной частью французской армии. Наконец, несколько дней, 31 июля, испанские войска штурмовали Дуллан. Испанцы убили всех в городе, военных и гражданских лиц, с криками «Помните Ам» в качестве мести за резню испанского гарнизона города Ам французскими и протестантскими солдатами по приказу Тюренна.

## Предыстория
Во время французских религиозных войн испанская монархия как защитник католицизма регулярно вмешивалась в конфликт на стороне Католической лиги, особенно в рамках осады Парижа 1590 года, когда Генрих Наваррский, будущий Генрих IV, был разбит объединёнными силами Испании и католиков. Этот успех католиков привел к переходу Генриха в католичество ради объединения страны, что, наконец, принесло ему поддержку большинства подданных. 27 февраля 1594 года он был коронован королем Франции в соборе Шартра. В 1595 году Генрих IV официально объявил войну Испании, которая поддерживала враждебные королю католические силы, стремившиеся занять северную Францию.
В Испанских Нидерландах после смерти эрцгерцога Эрнста Австрийского в Брюсселе 20 февраля 1595 года генерал-губернатором стал дон Педро Энрикес де Асеведо, граф Фуэнтес, пока король Филипп II не сменил его на Альбрехта VII Австрийского, младшего брата эрцгерцога Эрнста.
В июне 1595 года франко-протестантские силы виконта де Тюренна и Франсуа III д’Орлеан-Лонгвиля заняли город Ам, вырезав небольшой испанский гарнизон. В то же время граф Фуэнтес и его 5-тысячная армия (4000 пехоты и 1000 конницы), захватила французский Ле-Катле. Усиленный более чем 3000 солдатами из Эно и Артуа Фуэнтес продолжил свое наступление и 14 июля прибыл в Дуллан и начал осаду.
Узнав об этом, Тюренн и губернатор Пикардии Франсуа III д’Орлеан-Лонгвиль, вместе с экс-командиром Лиги Андре де Бранкасом и пополнениями, двинулись на помощь городу. Французский гарнизон Дуллана, в отличие от гарнизона Ле-Катле, в надежде на скорое прибытие подкрепления хорошо подготовился к обороне.

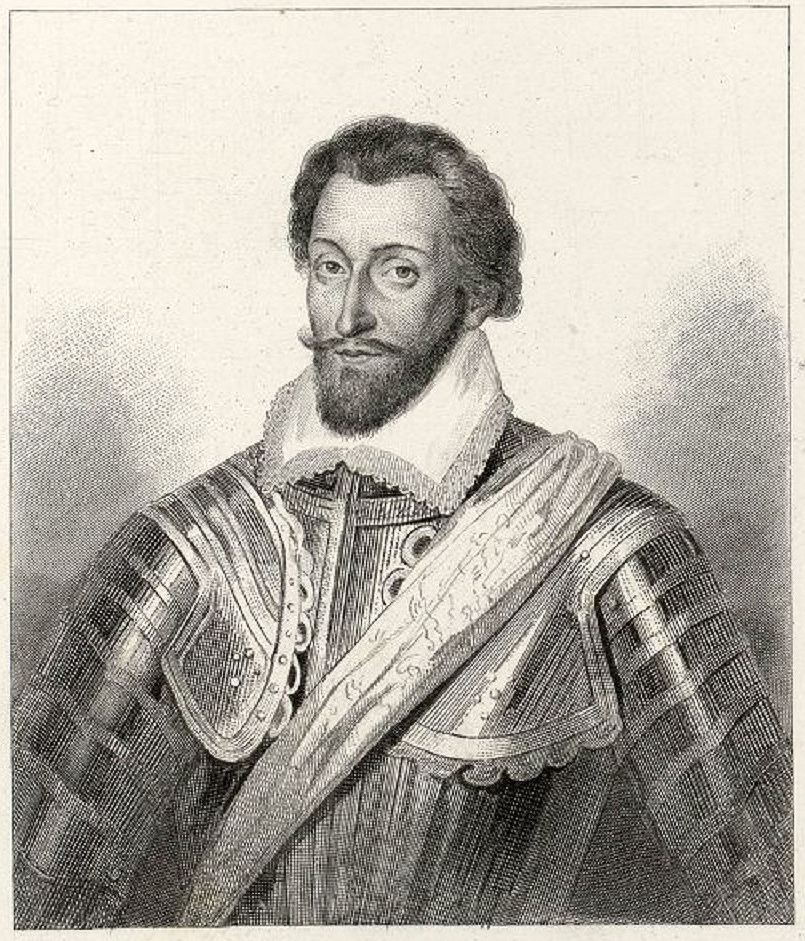
Андре де Бранкас

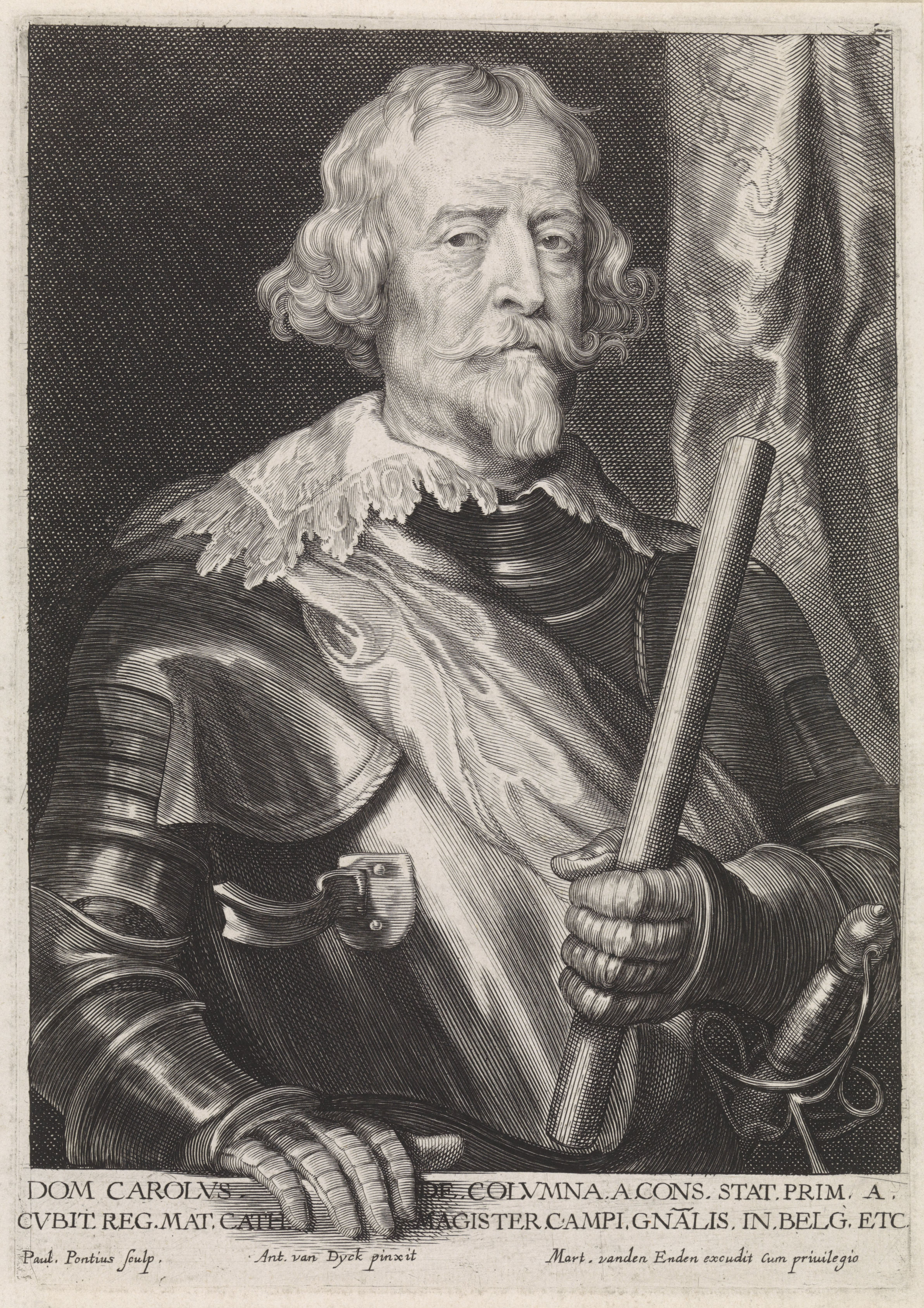
Карлос Колома, худ. Антонис ван Дейк.

## Битва
24 июля французские войска прибыли в окрестности Дуллана. Бранкас во главе французской армии бросился спасать город вместо того, чтобы ждать подкрепления от Луи де Невера. Фуэнтес выделил часть своей армии, около 2000-3000 человек во главе с доном Карлосом Колома, чтобы перехватить французские силы. Бранкас начал безрассудную кавалерийскую атаку против испанцев, создав путаницу среди испанских войск, но атака была отбита без особого труда, в результате чего французы понесли большие потери. Затем французские войска были окружены испанцами, и Фуэнтес наказал их за безрассудство, вырезав пехоту и захватив боеприпасы, обозы и знамёна. Бранкас был взят в плен, и, несмотря на предложение заплатить выкуп за свою жизнь, был казнен выстрелом в голову.
Это поражение ещё больше сократило королевские силы в Пикардии, и виконт Тюренн бежал в Амьен с тем, что осталось от французской армии.

### Штурм Дуллана
Фуэнтес вернулся к осаде Дуллана и после двух неудачных попыток взял город 31 июля. С криками «Помните Ам» испанцы убили всех в городе, военных и гражданских, чтобы отомстить за резню испанского католического гарнизона Ама французскими и протестантских солдат виконта Тюренна. В течение нескольких часов было убито от 3000 до 4000 человек.

## Последствия

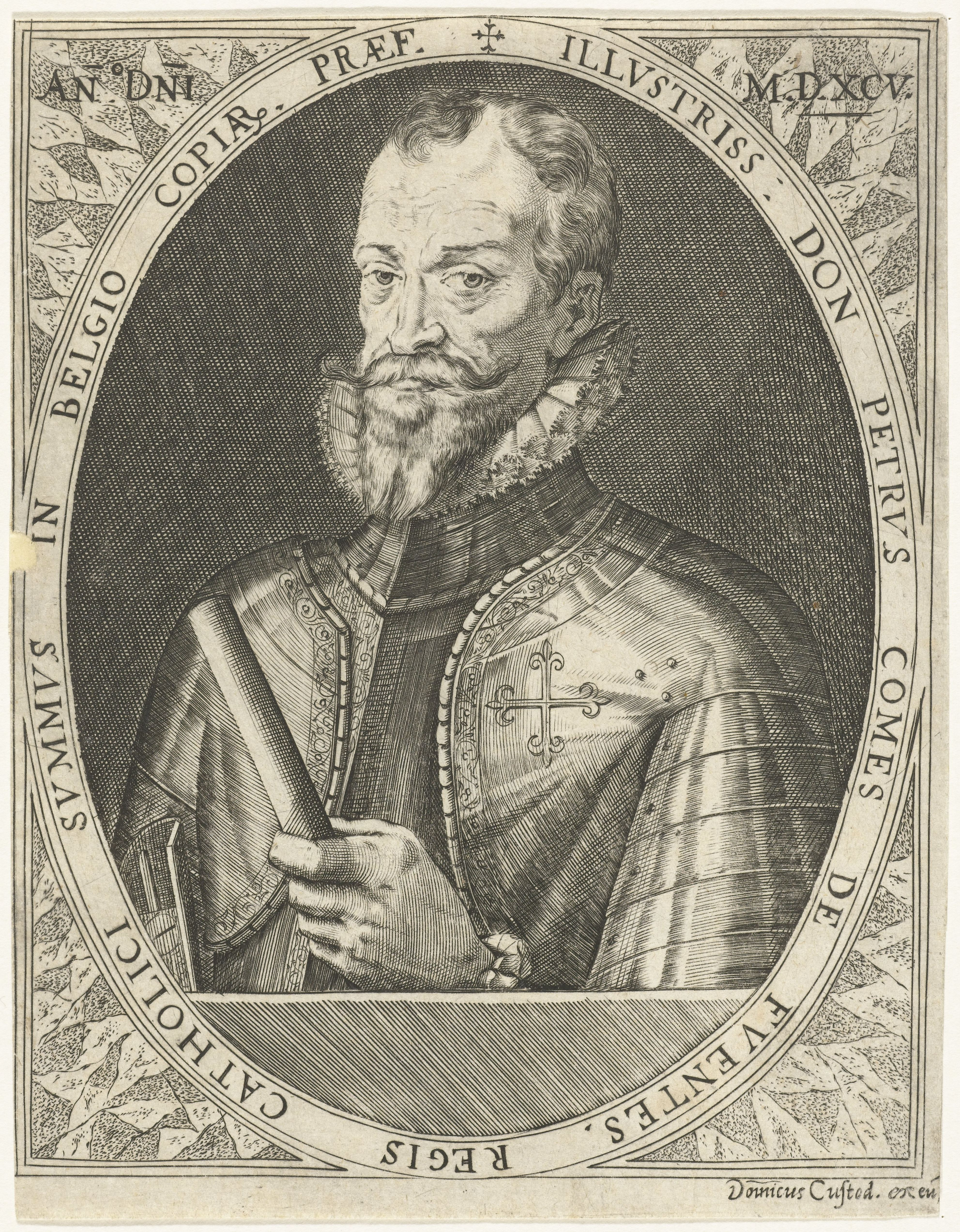
Педро Энрикес де Асеведо, граф Фуэнтес

Укрепив Дуллан 1500 солдат во главе с графом Бюкуа, Фуэнтес двинулся с основной массой своей армии к важной крепости Камбре. Генрих IV, находившийся в Лионе, был полон решимости спасти крепость любой ценой, но нестабильное экономическое положение не позволило ему собрать серьёзную армию. Он даже обратился к Соединенным Провинциям за военной помощью, но ответ всё никак не приходил. После тяжелой бомбардировки испанские войска захватили Камбре. Губернатор Камбре, Жан де Монлюк, сеньор де Баланьи, заперся в цитадели, но сдался 7 сентября.
Дуллан находился под испанским контролем до заключения Вервенского мира в 1598 году.